# Charles Hallahan
Charles John Hallahan (Filadélfia, 29 de julho de 1943 – Los Angeles, 25 de novembro de 1997) foi um ator norte-americano de cinema, televisão e teatro que trabalhou em filmes como Going in Style, The Thing, Cast a Deadly Spell e Dante's Peak. Um dos destaques de sua carreira foi a participação na série Hunter, exibida entre 1986 e 1991, na qual interpretou o Capitão Charlie Devane.

## Vida e carreira
Hallahan nasceu na Filadélfia, formou-se na Universidade de Rutgers em Camden (Nova Jérsei) e obteve um mestrado pela Universidade Temple. Na década de 1960, serviu por três anos como funcionário de um hospital da Marinha dos Estados Unidos. Em 1977, mudou-se para Los Angeles. Ao longo de sua carreira na atuação, era frequentemente escalado para interpretar oficiais de polícia, entre os quais destaca-se o Capitão Charlie Devane, da telessérie Hunter. Também é lembrado por sua interpretação do treinador de luta livre no filme Vision Quest (1985), no qual contracenou com Matthew Modine.
Em 1982, ele interpretou o cientista Vance Norris no filme de terror e ficção científica The Thing, dirigido por John Carpenter; numa cena conhecida pelo uso de efeitos especiais considerados inovadores para a época, seu personagem transforma-se em um terrível monstro alienígena. Outro de seus papéis notáveis foi o Dr. Paul Dreyfus no filme catástrofe Dante's Peak (1997), seu último trabalho cinematográfico. Também fez parte do elenco regular de Grace Under Fire e The Paper Chase, duas telesséries populares. Ao todo, Hallahan participou de mais de 30 longas-metragens e cerca de 150 episódios de televisão, além de 64 produções teatrais. Ele tinha cinco irmãos, entre os quais Kenneth Hallahan, um sacerdote da Igreja Católica de Nova Jérsei.

## Morte
Em 25 de novembro de 1997, Hallahan morreu de um aparente ataque cardíaco enquanto dirigia seu carro em Los Angeles. Foi sepultado no Old Church Cemetery em Cobh, Irlanda. Naquele ano, ele havia sido escalado para o episódio "Honor Among Thieves", de Star Trek: Deep Space Nine, no qual interpretaria Liam Bilby. Nick Tate assumiu esse personagem em memória de Hallahan.

## Filmografia

### Cinema
| Ano  | Título                   | Papel                    | Notas                  |
| ---- | ------------------------ | ------------------------ | ---------------------- |
| 1979 | Nightwing                | Henry                    |                        |
| 1979 | Going in Style           | Pete                     |                        |
| 1980 | Hide in Plain Sight      | Dixon (Bartender)        |                        |
| 1982 | The Thing                | Vance Norris             |                        |
| 1983 | Twilight Zone: The Movie | Ray                      | Segmento #1            |
| 1983 | The Star Chamber         | Oficial Pickett          | Não-creditado          |
| 1983 | Two of a Kind            | Arcebispo                | Não-creditado          |
| 1983 | Silkwood                 | Earl Lapin               |                        |
| 1984 | Kidco                    | Richard Cessna           |                        |
| 1984 | Terror in the Aisles     | Henry                    |                        |
| 1985 | Vision Quest             | Treinador Ratta          |                        |
| 1985 | Pale Rider               | McGill                   |                        |
| 1987 | P.K. and the Kid         | Bazooka                  |                        |
| 1987 | Fatal Beauty             | Delegado Getz            |                        |
| 1989 | True Believer            | Vincent Dennehy          |                        |
| 1991 | Cast a Deadly Spell      | Detetive Morris Bradbury |                        |
| 1991 | A Smile in the Dark      |                          |                        |
| 1993 | Body of Evidence         | Dr. McCurdy              |                        |
| 1993 | Warlock: The Armageddon  | Ethan Larson             |                        |
| 1993 | Dave                     | Policial                 |                        |
| 1994 | Roswell                  | Piloto MacIntire; Velho  | Telefilme              |
| 1996 | Executive Decision       | General Sarlow           |                        |
| 1996 | The Fan                  | Coop                     |                        |
| 1996 | The Rich Man's Wife      | Detetive Dan Fredricks   |                        |
| 1996 | Space Jam                | Baron's Owner            | Não-creditado          |
| 1997 | The Pest                 | Angus                    |                        |
| 1997 | Dante's Peak             | Paul Dreyfus             |                        |
| 1998 | Ambushed                 | Xerife Carter            |                        |
| 2004 | Mind Rage                | Jack Stillman            | Último papel no cinema |

### Televisão
| Ano       | Título                                 | Papel                                       |
| --------- | -------------------------------------- | ------------------------------------------- |
| 1977      | The Rockford Files                     | Brian                                       |
| 1977      | Happy Days                             | Oficial Truant                              |
| 1977      | Hawaii Five-O                          | Larry Kent                                  |
| 1978      | Dallas                                 | Harry Ritlin                                |
| 1978      | All in the Family                      | Oficial Harrison                            |
| 1978-1979 | The Paper Chase                        | Ernie                                       |
| 1979      | Soap                                   | Lance                                       |
| 1979      | Good Times                             | Sargento Curry                              |
| 1979      | The Waltons                            | Diretor Assistente Baker                    |
| 1980      | Hart to Hart                           | Treinador Warren Sanford                    |
| 1981      | Trapper John, M.D.                     | Sam                                         |
| 1981      | M*A*S*H                                | Colin Turnbull                              |
| 1981      | Hill Street Blues                      | Charlie Weeks                               |
| 1981      | Bret Maverick                          | Terrible Fred McShane                       |
| 1979-1982 | Lou Grant                              | Chuck / Chet Wilke                          |
| 1984      | Quinn Martin's Tales of the Unexpected | Charlie / Jack Lowry                        |
| 1985      | The Equalizer                          | George Cook                                 |
| 1990      | Wings                                  | Ted Cobb                                    |
| 1986-1991 | Hunter                                 | Capitão Charles Devane                      |
| 1992      | Civil Wars                             | Ralph Negroponte                            |
| 1992      | Picket Fences                          | Greg Stone                                  |
| 1993      | In the Heat of the Night               | Bob Pinkney                                 |
| 1993      | Sirens                                 | Bob Witkow                                  |
| 1993      | Law & Order                            | Capitão Tom O'Hara                          |
| 1993      | Wild Palms                             | Gavin Whitehope                             |
| 1993-1994 | Grace Under Fire                       | Bill Davis                                  |
| 1994      | Mad About You                          | 'Sloopy' Dunbar                             |
| 1994      | Murder, She Wrote                      | Barry Noble                                 |
| 1995      | JAG                                    | General Thomas Williams                     |
| 1995      | Coach                                  | Charles W. Kisley                           |
| 1995-1996 | Gargoyles                              | Travis Marshall / Mr. Jaffe / Macduff (voz) |
| 1995-1996 | Sisters                                | Sr. William 'Will' Griffin                  |
| 1996      | Almost Perfect                         | Tom Ryan                                    |
| 1997      | NYPD Blue                              | Earl Dawkins                                |
| 1997      | Players                                | Jack Clancy                                 |